# Carlos Santos
Carlos Santos Rubio (Murcia, 3 de agosto de 1977) es un actor español. Ha sido ganador del Premio Goya 2016 al Mejor Actor Revelación por su papel de Luis Roldán en El hombre de las mil caras y popular por sus papeles de José Luis Povedilla en la serie Los hombres de Paco y de Félix Aranda en la serie El tiempo entre costuras.

## Biografía
Empezó a estudiar la carrera de Arte Dramático en la Escuela Superior de Arte Dramático de Murcia y en su tercer año de estudios se trasladó a Madrid para terminar de formarse en la Real Escuela Superior de Arte Dramático de Madrid. 
A su llegada a Madrid, en 1999, consiguió pequeños papeles episódicos en series populares como '7 vidas' y 'Un paso adelante'.
El papel que le dio fama y lo convirtió en un rostro conocido para el gran público fue el de José Luis Povedilla en la serie de Antena 3 'Los Hombres de Paco' (2005-2010). El personaje, en un principio ideado por los guionistas y creadores de la serie como un papel recurrente menor, se convirtió en una inesperada sensación para los espectadores y gracias a ello fue progresivamente ganando protagonismo en las tramas. Años después del estreno de la ficción, el personaje de Povedilla sigue vivo en la memoria colectiva y forma importante parte de la cultura popular audiovisual española del siglo XXI.
En 2008 interpretó al villano Botijola en el filme Mortadelo y Filemón: misión salvar la tierra, secuela de una de las películas más taquilleras del cine español. El intérprete se ha referido en repetidas ocasiones a este papel como uno de los preferidos de su carrera. 
En el 2009 intervino, a modo de cameo, en la película Fuga de Cerebros.
El 4 de febrero de 2017 recibió el Goya a mejor actor revelación por la película El hombre de las mil caras.
En 2016 interpretó el personaje de Emilio Torres en la miniserie Lo que escondían sus ojos emitida en Telecinco y que fue un gran éxito de audiencia, la interpretación le valió críticas muy positivas.
En 2017 protagoniza la serie de comedia Ella es tu padre interpretando el papel de un padre de familia separado que debe adoptar la identidad y apariencia de una mujer de mediana edad para poder pasar tiempo con sus hijos. La serie, inspirada en el filme 'Sra. Doubtfire' protagonizado por Robin Williams, es considerada uno de los mejores trabajos de Santos, con la crítica alabando el difícil salto continuo de registro que realizó el intérprete en su doble papel de Sergio/Avelina en todos los capítulos.
En 2019 dio vida, con gran éxito de crítica, al personaje de Germán Areta en El crack cero, personaje previamente interpretado por Alfredo Landa en El crack y El crack II.
En el 2021 volvió a interpretar al personaje que le dio fama, el agente José Luis Povedilla, siendo uno de los protagonistas en el retorno de 'Los Hombres de Paco', estrenada originalmente en la plataforma Atresplayer. También intervino en el corto 'Sí, quiero (Corredor)', interpretó a Chicho Ibáñez Serrador en el retorno de la mítica serie 'Historias para no dormir' y realizó el prólogo del ensayo sobre He-Man y los Masters del Universo El Poder de los 80 de Kromic Bruck, colección de figuras de la que es fan desde su infancia.
En 2022, finalizada la pandemia mundial causada por el Covid-19, la agenda de Carlos Santos retoma su ritmo habitual (incluso se incrementa) interviniendo y protagonizando en un gran número de títulos para la gran pantalla como 'El Test', 'Todos lo Hacen' o 'Jaula'. También protagoniza el cortometraje 'El Semblante' y dirige y protagoniza el videoclip de la canción 'Justo cuando el mundo apriete' del grupo Viva Suecia.
El 2023 volvió a ser un año prolífico para Carlos Santos con tres películas para la gran pantalla: el drama 'Últimas voluntades' y las comedias 'De perdidos a Río' y 'Mi otro Jon'. También interviene en dos series de televisión: 'Los Artistas, primeros trazos' y en la longeva 'Cuéntame cómo pasó'.
En 2024 ha intervenido en el cortometraje 'Ángulo Muerto' y tiene pendiente de estreno la serie original de Netflix '1992' en un papel protagonista a las órdenes del realizador Álex de la Iglesia. Actualmente se encuentra sumido en el rodaje de la próxima serie de los creadores de 'La Casa de Papel': una superproducción para Netflix conocida provisionalmente con el título de 'El Refugio Atómico' (antes 'El Búnker').
Además de su faceta como actor, Carlos Santos es un solvente guitarrista, solista y compositor, habiendo formado parte de grupos rock/new wave como Soundtrack (junto a los integrantes de Second Fran y Jorge Guirao) y, más recientemente, la banda Say Her Name, formación en la que también milita su hermano Sergio Santos.

## Filmografía

### Series de televisión
| Año               | Serie                               | Personaje                     | Canal       | Notas         |
| ----------------- | ----------------------------------- | ----------------------------- | ----------- | ------------- |
| 2001              | Policías, en el corazón de la calle | Tuno 2                        | Antena 3    | 1 episodio    |
| 2002              | Un paso adelante                    |                               | Antena 3    | 1 episodio    |
| 2002              | 7 vidas                             | Amigo de Vero                 | Telecinco   | 1 episodio    |
| 2002              | Periodistas                         |                               | Telecinco   | 1 episodio    |
| 2004              | El comisario                        | Taxista                       | Telecinco   | 1 episodio    |
| 2005 - 2010; 2021 | Los hombres de Paco                 | José Luis Povedilla Turriente | Antena 3    | 115 episodios |
| 2011              | Los Quién                           | Director                      | Antena 3    | 1 episodio    |
| 2011              | Los misterios de Laura              | Antonio Zárate "Sr. Amarillo" | La 1        | 1 episodio    |
| 2011              | Grachi                              | Alejandro Carrión             | Nickelodeon | 3 episodios   |
| 2012              | Frágiles                            | Alejandro                     | Telecinco   | 1 episodio    |
| 2013 - 2014       | El tiempo entre costuras            | Félix Aranda                  | Antena 3    | 6 episodios   |
| 2014              | Bienvenidos al Lolita               | Alfredo Caballeira            | Antena 3    | 8 episodios   |
| 2014              | Con el culo al aire                 | Inspector de Hacienda         | Antena 3    | 1 episodio    |
| 2014              | Chiringuito de Pepe                 | Fermín Pons                   | Telecinco   | 1 episodio    |
| 2014              | Hermanos                            |                               | Telecinco   | 1 episodio    |
| 2016              | Lo que escondían sus ojos           | Emilio Torres                 | Telecinco   | 3 episodios   |
| 2017 - 2018       | Ella es tu padre                    | Sergio Roales / Avelina       | Telecinco   | 13 episodios  |
| 2020              | El Ministerio del Tiempo            | Pedro Almodóvar               | La 1        | 1 episodio    |
| 2023              | Los artistas: primeros trazos       | Padrón                        | Vix         | 1 episodio    |

### Largometrajes
| Año               | Película                                      | Personaje                             | Director                  | Género                     | Duración |
| ----------------- | --------------------------------------------- | ------------------------------------- | ------------------------- | -------------------------- | -------- |
| 2001              | El Tuno Negro                                 | Cameo                                 | Pedro L. Barbero          | Terror/Suspense            | 1h 51m   |
| 2002              | Peor imposible, ¿qué puede fallar?            | Ernesto                               | José Semprún/David Blanco | Comedia                    | 1h 40m   |
| 2007              | Mataharis                                     | Empleado multinacional                | Icíar Bollaín             | Drama/Comedia              | 1h 40m   |
| 2008              | Mortadelo y Filemón. Misión: Salvar la Tierra | Botijola                              | Miguel Bardem             | Comedia/Infantil           | 1h 38m   |
| 2009              | Fuga de cerebros                              | Potro                                 | Fernando González Molina  | Comedia/Romance            | 1h 44m   |
| 2010              | También la lluvia                             | Alberto / Fray Bartolomé de las Casas | Icíar Bollaín             | Drama/Historia             | 1h 43m   |
| 2011              | El perfecto desconocido                       | Amancio                               | Toni Bestard              | Comedia/Drama              | 1h 32m   |
| 2012              | Miel de naranjas                              | Ramos                                 | Imanol Uribe              | Ficción histórica/Suspense | 1h 41m   |
| 2016              | 22 Ángeles                                    | Jonás                                 | Miguel Bardem             | Aventuras/Drama            | 1h 45m   |
| 2016              | La madriguera                                 | Agente Gálvez                         | Kurro González            | Drama/Suspense             | 1h 43m   |
| 2016              | El hombre de las mil caras                    | Luis Roldán                           | Alberto Rodríguez Librero | Suspenso/Drama             | 2h 3m    |
| 2016              | Villaviciosa de al lado                       | Ricardo                               | Nacho G. Velilla          | Comedia                    | 1h 30m   |
| 2018              | En las estrellas                              | Camarero                              | Zoe Berriatúa             | Drama/Fantástico           | 1h 25m   |
| 2019              | El crack cero                                 | Germán Areta                          | José Luis Garci           | Drama/Suspense             | 2h 2m    |
| 2019              | Lo dejo cuando quiera                         | Eligio                                | Carlos Therón             | Comedia                    | 1h 38m   |
| 2022              | Últimas voluntades                            | Julián                                | Joaquín Carmona Hidalgo   | Thriller/Drama             | 1h 34m   |
| 2022              | El test                                       | Héctor                                | Dani de la Orden          | Comedia                    | 1h 45m   |
| 2022              | Jaula                                         | Eduardo                               | Ignacio Tatay             | Terror/Suspense            | 1h 46m   |
| 2023              |                                               |                                       |                           |                            |          |
| Mi otro Jon       | Marc                                          | Paco Arango                           | Comedia dramática         |                            |          |
| Todos lo hacen    |                                               | Hugo Martín Cuervo                    | Comedia/Crimen            |                            |          |
| De perdidos a Río |                                               | Joaquín Mazón                         | Comedia                   | 1h 20m                     |          |

### Cortometrajes
| Año  | Título                        | Personaje   | Dirección                   | Género            | Duración |
| ---- | ----------------------------- | ----------- | --------------------------- | ----------------- | -------- |
| 2007 | Paseo                         | Gabino      | Arturo Ruiz                 | Drama             | 12 m     |
| 2008 | La boda                       | Pedro       | Jorge Naranjo               | Comedia Romántica | 4 m      |
| 2013 | ¿Y por qué no?                | La víctima  | Jimmy Castro                | Suspense          | 27 m     |
| 2013 | ¡Que tengas dulces ronquidos! | Roncador    | J.A. Martínez-Larrosa       | Comedia Romántica | 7m       |
| 2016 | 32 de diciembre               | Juan        | Luis Soravilla              | Drama             | 15 m     |
| 2018 | Miedos                        | Padre       | Germán Sancho               | Terror/Misterio   | 9 m      |
| 2021 | Sí, quiero (Corredor)         | Organizador | Alfonso Sánchez             | Comedia           | 23 m     |
| 2022 | El Semblante                  | Inquisidor  | Raúl Cerezo, Carlos Moriana | Drama             | 15 m     |

### Programas TV
- Tu cara me suena (2014) Antena 3 como Bono (U2)
- Me resbala (2014) Antena 3

### Teatro
- Don Juan (2003) - Avellaneda.
- Los tres mosqueteros (2004)
- Almacenados (2004-2005)
- Hamlet, príncipe de Trinacria (2010).
- La vida resuelta (Cia. La Ruta Teatro)(2013).Luis.
- El negociador (2013) - Adrián.

### Otros
- Ha participado en programas como Pasapalabra, Saturday Night Live, Buenafuente o Tu cara me suena.
- Fue nombrado Gran Pez del Entierro de la Sardina (Murcia) en 2008.
- Ha protagonizado el videoclip de la canción Justo cuando el mundo apriete de Viva Suecia y Leiva junto con Amaia Salamanca.

## Premios y nominaciones
Premios Goya
| Año  | Categoría              | Película                   | Resultado |
| ---- | ---------------------- | -------------------------- | --------- |
| 2016 | Mejor actor revelación | El hombre de las mil caras | Ganador   |

Medallas del Círculo de Escritores Cinematográficos
| Año  | Categoría              | Película                   | Resultado |
| ---- | ---------------------- | -------------------------- | --------- |
| 2016 | Mejor actor revelación | El hombre de las mil caras | Ganador   |
| 2019 | Mejor actor            | El crack cero              | Nominado  |

- Nominado: Premio Unión de Actores al Mejor Actor de Reparto por Don Juan (2003)
- Nominado: Premios Ercilla de Teatro al Mejor Actor Revelación por Almacenados (2004)
- Nominado Premio Unión de Actores al Mejor Actor Secundario TV por Los hombres de Paco (2010)
- Ganador Premio Unión de Actores al Mejor Actor Secundario TV por El tiempo entre costuras (2014)
- Nominado Premio Feroz al Mejor Actor de Reparto por El hombre de las mil caras (2016)
- Ganador Premio Unión de Actores al Mejor Actor Secundario por El hombre de las mil caras (2016)
- Premio Novembre Negre[3] por su papel en la película El hombre de las mil caras (2017)
- El 18 de marzo de 2017 Carlos Santos recibió el Premio de San Pancracio de Honor del Festival Solidario de Cine Español de Cáceres junto a los actores Roberto Álamo, Laia Marull, Petra Martínez[4][5] y Ana Castillo, los directores Koldo Serra y Salvador Calvo y el director artístico y escenógrafo Marcelo Pacheco.[6]
- Ganador premio Faro de Plata enL'Alfàs del Pi Film Festival (2021)
- Ganador Premio del jurado del festival Pilas en Corto por Mejor Actor por 'El Semblante' (2022)
- Ganador mejor actuación de reparto XVIII concurso de cortos 2022 Ayuntamiento de Laguardia-Biasteri por 'El Semblante' (2022)
- Nominado como mejor actor por 'El Semblante' en Festival de cine Ibicine (2022)

- Ganador mejor actor Mostra Audiovisual Vila D'Onda "En Xicotet" por 'Cava' (2024)